# Jannik Ipsen
Harald Jannik Gerald Ipsen (1919-2006) var dansk civilingeniør og elitetennisspiller.
Ipsen blev født 11. oktober 1919 i Valparaíso i Chile som søn af Percy Harald Ipsen (1880-1952) og Bodil Marie Bjerrum (1887-1971). 
Han blev student fra Ordrup Gymnasium i 1938 og uddannede sig derefter til civilingeniør med eksamen i 1942 fra Danmarks Tekniske Højskole. 
Han blev viet 4. november 1944 i Ordrup Kirke til Lizzi Astrup (født 26. juli 1923 i Hamborg, død 22. januar 2012), , med hvem han fik to døtre og to sønner. 
Han døde 3. november 2006 og er begravet på Gentofte Kirkegård.

## Erhvervskarriere
Ipsen grundlagde én af Danmarks største aktører indenfor betonelementer, Spændcom. Forudsætningen for at projektere med forspændt beton var, at forspænding af på stedet støbte konstruktioner og levering af strengbetonelementer kunne ske i Danmark. Efter en studierejse til Frankrig og Schweiz introducerede han, som den første i Danmark, forspændt beton i 1947 og muliggjorde den teknologi, der siden har været grobunden for det danske betonelementbyggeris ekspansion.  
Han var siden direktør og bestyrelsesformand for A/S Skandinavisk Spændbeton i en lang årrække. 

## Tenniskarriere
På det sportslige område udmærkede Ipsen sig som elitetennisspiller for Hellerup Idræts Klub (tennis).
Han modtog i 1942 landskampsnålen, der er tildeles de spillere, som spiller repræsentative kampe for Dansk Tennis Forbund. 
I årene 1943-1950 vandt han ti individuelle Danmarksmesterskaber – 1 i herresingle, 4 i herredouble og 5 i mixed double.
Ipsen deltog også i internationale turneringer. I 1946 nåede han til 2. runde i Wimbledon-mesterskaberne og deltog samme år på Danmarks Davis Cup hold på hjemmebane mod Kina. 